# Bidessus apicidens
Bidessus apicidens är en skalbaggsart som beskrevs av Olof Biström och Annika Sanfilippo 1986. Bidessus apicidens ingår i släktet Bidessus och familjen dykare. Inga underarter finns listade i Catalogue of Life.